# Augustinus Georg Lycklama à Nijeholt
Augustinus Georg Lycklama à Nijeholt (Leeuwarden, 8 september 1794 - Amsterdam, 29 oktober 1828) was een Nederlandse politicus.

## Familie
Lycklama à Nijeholt, lid van de familie Lycklama à Nijeholt, was een zoon van Tinco Martinus Lycklama à Nijeholt (1766-1844) en Elisabeth Helena thoe Schwartzenberg en Hohenlansberg (1767-1803). Hij trouwde in 1822 met Hillegonda Wyndels (1800-1852).

## Loopbaan
Lycklama à Nijeholt studeerde rechten en werd advocaat en procureur in Heerenveen. Hij werd verkozen tot lid van de Provinciale Staten van Friesland (1815-1828) en was vanaf 1816 grietman van Utingeradeel. Hij woonde in Oldeboorn. Hij overleed in 1828 op 34-jarige leeftijd in Amsterdam. Als grietman werd hij opgevolgd door zijn broer Wilco Holdinga Lycklama à Nijeholt.